# Oncideres phaetusa
Oncideres phaetusa är en skalbaggsart som beskrevs av Dillon 1946. Oncideres phaetusa ingår i släktet Oncideres och familjen långhorningar. Inga underarter finns listade i Catalogue of Life.